# Silent Planet
Silent Planet es una banda estadounidense de metalcore de Azusa, California. Su nombre se deriva de la novela de ciencia ficción de C. S. Lewis Out of the Silent Planet. El grupo está formado por el vocalista Garrett Russell, el guitarrista Mitchell Stark, el baterista Alex Camarena y el bajista Nick Pocock. Actualmente están firmados con Solid State Records y han lanzado cinco álbumes de estudio. Su último álbum de estudio Superbloom, se lanzó el 3 de noviembre de 2023.

## Historia

### Formación y sus primeros lanzamientos (2009–2015)
Antes de finalizar la alineación de Come Wind, Come Weather, Silent Planet realizó prácticas en el edificio de música de la Universidad Azusa Pacific. Compartieron sesiones de práctica con la banda de hardcore Hepafilter, en la que Russell también era el vocalista principal. Russell grabó un EP titulado Coward con Hepafilter y estuvo de gira con ellos hasta que el grupo se disolvió a finales de 2011.
En 2012, la banda grabó su primer EP Come Wind, Come Weather en Atlanta, Georgia con el productor Matt Goldman, que lanzaron el 15 de mayo de 2012. Posteriormente, el grupo realizó una gira con bandas como Becoming the Archetype, I, of Helix y Dayseeker también tocó en el California Metalfest 2012.
El 14 de febrero de 2013, Silent Planet lanzó la canción "Tiny Hands (Au Revoir)", que cuenta la historia de Marguerite Rouffanche, sobreviviente de la masacre de Oradour-sur-Glane, hecho ocurrido el 10 de junio de 1944 durante la Segunda Guerra Mundial. Continuaron de gira y tocaron en el Scream the Prayer Tour con bandas como Wolves at the Gate y Fit for a King. El 23 de julio, la banda presentó "Darkstrand (Hibakusha)", que, al igual que "Tiny Hands (Au Revoir)", también cuenta la historia de una víctima de la Segunda Guerra Mundial; En esta ocasión la historia se sitúa en Japón justo después del impacto de la bomba atómica sobre Hiroshima.
El 14 de septiembre, la banda reveló que la fecha de lanzamiento de su disco sería el 10 de noviembre de 2014. El 19 de septiembre, dejaron caer una pista que apuntaba hacia el nombre del álbum en su página de Facebook.
El 23 de septiembre, se anunció que su primer álbum de estudio The Night God Slept sería lanzado a través de Solid State Records. Luego, el grupo lanzó algunas canciones nuevas del disco en su página de Facebook, comenzando con "XX (City Grave)" el 30 de septiembre, seguido de "Native Blood" el 23 de octubre, "Firstwake" el 2 de noviembre y "Depths II" el 2 de noviembre. 5 de noviembre.
El 2 de enero de 2014, se lanzó su EP de cinco pistas Lastsleep (1944-1946), basado en las historias de las víctimas de la Segunda Guerra Mundial. Contiene las dos canciones lanzadas en 2013 junto con "Wasteland (Vechnost)" y dos instrumentales. Más tarde ese año, se fueron de gira con bandas como Sleeping Giant, This or the Apocalypse, Phinehas, Those Who Fear, Lionfight y The Ongoing Concept.

### Everything Was Sound(2016–2017)
El 27 de abril de 2016, Silent Planet anunció en Vans Warped Tour su segundo álbum de estudio Everything Was Sound, que se lanzó el 1 de julio de 2016. La banda lanzó tres sencillos del disco y dos de ellos están acompañados de videos musicales. "Panic Room" estuvo disponible el 12 de mayo. "Psychescape", con Spencer Chamberlain de Underoath, se transmitió el 2 de junio. El tercer y último sencillo, "Orphan", se dio a conocer el 17 de junio.
El 26 de octubre, se reveló que el baterista Alex Camarena formó un proyecto paralelo llamado Nothing Left junto con los hermanos Brandon y Ryan Leitru, exmiembros de la banda For Today. El proyecto también está formado por Danon Saylor, ex vocalista de A Bullet for Pretty Boy y Devin Henderson de Take It Back!. Están planeando lanzar nueva música para finales de año a través de Nuclear Blast.

### When the End Began(2018–2019)
El 15 de junio de 2018, Silent Planet lanzó "Northern Fires (Guernica)", que gira en torno a la guerra civil española. El 17 de julio, dieron a conocer otro sencillo titulado "Vanity of Sleep", que gira en torno a la desesperación del consumidor moderno. El 7 de agosto, la banda anunció su tercer álbum de estudio When the End Began que se lanzó el 2 de noviembre de 2018.
El 17 de agosto, el tercer sencillo, "Share the Body", estuvo disponible con su correspondiente vídeo musical. El 14 de septiembre, el grupo transmitió el cuarto sencillo "In Absence". El 19 de octubre, un mes antes del lanzamiento del álbum, salió el quinto y último sencillo del álbum, "The New Eternity". El 18 de agosto de 2019, la banda lanzó una canción adicional, "Shark Week", una cara B de las sesiones de este álbum.

### Iridescent(2020–2022)
El 24 de enero de 2020, Silent Planet lanzó The Night God Slept Redux, una edición regrabada de su álbum debut. El 14 de febrero, la banda lanzó "Trilogy", un sencillo que se centra y gira en torno a la estancia del vocalista Garrett Russell en un hospital psiquiátrico en el que escribió la letra de una sola vez.
El 23 de marzo de 2021, los miembros de la banda anunciaron oficialmente que el nuevo cuarto álbum estaba completo. El 9 de abril, después de presentar algunas obras de arte los días anteriores, anunciaron durante la pandemia mundial de COVID-19 una colaboración sorpresa con Fit for a King. La colaboración incluyó a los vocalistas de ambas bandas en versiones reelaboradas de sus temas recientes y ambas bandas también lanzarán una línea de merchandising limitada para promover la colaboración.
El 20 de agosto, el grupo lanzó por sorpresa un nuevo sencillo "Panopticon". El 17 de septiembre, Silent Planet presentó oficialmente el tercer sencillo "Terminal" junto con su vídeo musical. Al mismo tiempo, la banda reveló que su próximo cuarto álbum se titularía Iridescent, con fecha de lanzamiento el 12 de noviembre de 2021, junto con la portada y la lista de canciones del álbum. Para promocionar el álbum, también anunciaron que apoyarán la gira reprogramada de Motionless in White por Estados Unidos junto con Light the Torch y Dying Wish, que comenzó en mayo de 2021. El 22 de octubre, un mes antes del lanzamiento del álbum, el grupo estrenó el cuarto sencillo "Anhedonia".

### Superbloom(2023–presente)
El 22 de julio de 2022, se estrenó el primer sencillo de Silent Planet, ":Signal:". El 9 de junio de 2023, Thomas Freckleton anunció que había dejado la banda porque quería pasar más tiempo con su familia y tenía una fusión en la columna que solo se había vuelto más dolorosa con los años. Más tarde, se anunció que el músico de gira de la banda, Nick Pocock, sería su nuevo bajista. El 21 de julio, la banda dio a conocer el segundo sencillo "Antimatter" y su correspondiente vídeo musical.
El 24 de agosto, la banda publicó el tercer sencillo "Collider" y un vídeo musical que lo acompaña. Simultáneamente, anunciaron oficialmente que su quinto álbum de estudio Superbloom, se lanzaría el 3 de noviembre de 2023, al tiempo que revelaron la portada del álbum y la lista de canciones. La fecha tiene importancia para la banda ya que, en esa misma fecha de 2022, se vieron involucrados en un grave accidente de furgoneta de gira que hirió gravemente a Garrett Russell, cuyo estado de aturdimiento inspiró en parte la creación del álbum.

## Estilo musical e influencias
Musicalmente, Silent Planet ha sido descrito como metalcore, y más específicamente, metal progresivo. Son conocidos por su sonido intrincado y la incorporación de texturas post-rock. La banda también se ha destacado por sus letras que invitan a la reflexión, que cubren temas como la guerra, la psicología, la religión y la política. Russell cita canciones como "No Place to Breathe" (en apoyo de Black Lives Matter) y "Alive, as a Housefire" (que enfrenta la división ideológica en los Estados Unidos de América) como declaraciones explícitas de las creencias políticas de la banda.
Los miembros de la banda han incluido a Oh, Sleeper, Architects, Underoath y This Will Destroy You como influencias en su sonido.

## Miembros
| Miembros actuales - Garrett Russell – Voz principal, Guitarra (2009–presente) - Mitchell Stark – Guitarra (2013–presente) - Nick Pocock – Bajo (2023–presente) - Alex Camarena – Batería (2013–presente) | Miembros anteriores - Jason Scribner – Batería (2014–2015) |

## Discografía
Álbumes de estudio
| Año  | Título               | Sello             | Posiciones | Posiciones | Posiciones   | Posiciones | Posiciones | Posiciones     | Posiciones        | Posiciones      |
| Año  | Título               | Sello             | US         | US Rock    | US Hard Rock | US Christ. | US Indie   | US Album Sales | US Digital Albums | US Vinyl Albums |
| ---- | -------------------- | ----------------- | ---------- | ---------- | ------------ | ---------- | ---------- | -------------- | ----------------- | --------------- |
| 2014 | The Night God Slept  | Solid State       | —          | —          | 16           | 24         | 43         | —              | —                 | —               |
| 2016 | Everything Was Sound | Solid State       | 85         | 7          | 1            | 1          | 4          | 22             | 20                | 19              |
| 2018 | When the End Began   | Solid State, UNFD | 97         | 13         | 8            | 3          | 2          | 20             | 13                | 9               |
| 2021 | Iridescent           | Solid State, UNFD | —          | —          | —            | —          | —          | —              | —                 | —               |
| 2023 | Superbloom           | Solid State       | —          | —          | —            | —          | —          | —              | —                 | —               |

EPs
- Come Wind, Come Weather (2012)
- lastsleep (1944–1946) (2014)
- Bloom In Heaven con Invent Animate (2025)

Sencillos
- "Depths" (2011)[49]
- "Tiny Hands (Au Revoir)" (2013)[50]
- "XX (City Grave)" (2014)
- "Native Blood" (2014)
- "Firstwake" (2014)
- "Depths II" (2014)
- "Panic Room" (2016)
- "Psychescape" (2016)
- "Orphan" (2016)
- "Northern Fires (Guernica)" (2018)
- "Vanity of Sleep" (2018)
- "Share the Body" (2018)
- "In Absence" (2018)
- "The New Eternity" (2018)
- "Trilogy" (2020)
- "Panopticon" (2021)
- "Terminal" (2021)
- "Anhedonia" (2021)
- ":Signal:" (2022)
- "Antimatter" (2023)
- "Collider" (2023)
- "Anunnaki" (2023)